# Abigail Brundin

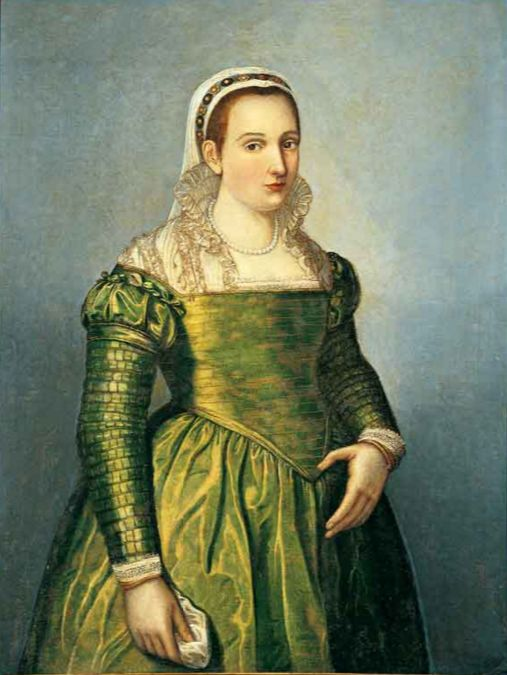
Vittoria Colonna, målning av Girolamo Muziano.

Abigail Sarah Brundin är en brittisk historiker och lingvist. Hon är sedan 2021 direktor för British School at Rome. Hon var tidigare professor vid universitetet i Cambridge. 

## Biografi
Brundin avlade doktorsexamen vid universitetet i Cambridge med en avhandling om poeten Vittoria Colonna (1492–1547), Vittoria Colonna, 1490–1547: Petrachism and Evangelism in Sixteenth-Century Italy. Hon har i sin forskning särskilt fokuserat på Italiens litteratur och kultur under renässansen och den tidigmoderna tiden.